# آنتون بوروداچف
آنتون بوروداچف (روسی: Антон Бородачёв؛ زادهٔ ۲۳ مارس ۲۰۰۰) شمشیرباز اهل روسیه است.